# Albuminuria
Si definisce albuminuria una perdita di albumina con le urine in quantità superiore a un limite fisiologico stabilito. Tale reperto di laboratorio (specificato in microalbuminuria o macroalbuminuria a seconda della concentrazione urinaria della proteina), facilmente rilevabile nella pratica clinica, può rappresentare un segno precoce di malattia renale cronica, in particolare nei diabetici, ed è frequentemente associato a ipertensione arteriosa e a malattie cardiovascolari.

## Aspetti di anatomia e fisiologia
L'unità anatomico-funzionale del rene è il nefrone, costituito dai glomeruli, ammassi capillari tesi tra due arteriole. 
Le pareti fenestrate dei capillari glomerulari permettono la eliminazione delle sostanze tossiche e dei prodotti di scarto dal sangue. Queste sostanze e i liquidi che le veicolano prendono il nome di pre-urina e vengono convogliate in un sistema di tubuli che collegano il parenchima renale con la pelvi renale. Nei tubuli renali le sostanze tossiche e i prodotti di scarto vengono concentrati nelle urine e rimossi dall'organismo..
Il glomerulo renale si comporta sostanzialmente come una membrana permeabile selettiva che di norma si lascia attraversare da molecole che presentano un peso molecolare (p.m.) inferiore a quello del lisozima (11.500 p.m.). L'albumina è sintetizzata dal fegato. Una volta riversata nel torrente ematico esercita tutta una serie di complesse attività: è una proteina di trasporto, regola la pressione oncotica, modula i processi di coagulazione e svolge altre funzioni minori.
Nelle 24 ore solo piccole quantità di albumina (68.000 p.m.) riescono a oltrepassare la barriera renale. Inoltre si deve considerare che eventuali molecole che abbiano oltrepassato il filtro glomerulare vengono comunque riassorbite (si ritiene mediante processi di pinocitosi) a livello del tubulo prossimale. Ciò rende ragione della quantità minima di molecole proteiche che, anche in condizioni di normalità, vengono eliminate con le urine.

## Patologia
L'albuminuria può essere dovuta a cause organiche (malattie renali come la nefropatia diabetica e alcune glomerulonefriti) o emodinamiche (ipertensione arteriosa di lunga data) che alterano la permeabilità dei capillari del glomerulo renale; ciò provoca un aumento del passaggio di proteine (in particolare di albumina) nelle urine.
L'aumentata porosità glomerulare è alla base della proteinuria non selettiva che può essere riscontrata in soggetti con nefropatia diabetica. In questa situazione infatti nelle urine possono essere riscontrate proteine (globuline) ad alto peso molecolare.

## Albuminuria fisiologica
In un soggetto adulto in buona salute i valori normali di albuminuria variano tra i 5 e i 15 mg nelle 24 ore. A seconda del metodo di laboratorio utilizzato può essere riscontrato anche un valore pari a 0 mg, in altre parole la albuminuria può anche essere totalmente assente.

## Classificazione
Tradizionalmente si suddivide l'albuminuria in due classi, dette microalbumuria e macroalbuminuria, a seconda della concentrazione di albumina delle urine. Tale nomenclatura è oggi deprecata dalla società internazionale di nefrologia, nelle linee guida KDIGO del 2012 sulla malattia renale cronica ha apportato un'importante modifica usando come unità di misura non più la concentrazione di albumina nelle urine delle 24 ore, bensì il rapporto albuminuria-creatininuria (ACR) espresso in mg/g. In base al valore di quest'ultimo, si parla di:
- albuminuria "normale" (ACR < 30 mg/g)
- albuminuria "moderatamente aumentata" (ACR compreso fra 30 e 300 mg/g)
- albuminuria "severamente aumentata" (ACR maggiore di 300 mg/g).[1]

L'uso del rapporto ACR invece della concentrazione assoluta di albumina nell'urina ha la funzione di normalizzare tale misura anche nei soggetti con malattia renale cronica che presentano già una riduzione della velocità di filtrazione glomerulare, ovvero una ridotta funzione di filtrazione dei reni.

### Definizione e cause dell'albuminuria
Normalmente l'albuminuria lieve o moderata non è identificabile con il normale esame delle urine, ma richiede un dosaggio particolare con metodiche di immunodiffusione radiale o ELISA. L'albuminuria è una condizione patologica, transitoria o permanente, che può talvolta evolvere in proteinuria franca ed esprime un'alterazione della permeabilità dei glomeruli renali alle proteine. 
Si osserva spesso albuminuria moderata nella fase iniziale del danno renale conseguente a ipertensione arteriosa e in quello della nefropatia diabetica. Inizialmente saltuaria e reversibile in seguito a terapia dietetica o farmacologica della condizione di base (in tale fase è dovuta prevalentemente all'iperfiltrazione renale), con il tempo tende a diventare permanente, esprimendo un danno strutturale dei glomeruli. In questo caso si può osservare un aumento dell'albuminuria da moderata a severa.